# Keith Harvey Miller
Keith Harvey Miller (* 1. März 1925 in Seattle, Washington; † 2. März 2019 in Anchorage, Alaska) war ein US-amerikanischer Politiker der Republikanischen Partei, der von 1969 bis 1970 Gouverneur des Bundesstaates Alaska war.

## Werdegang
Keith Miller wurde 1925 in Seattle geboren. Während des Zweiten Weltkrieges diente er im Army Air Corps. Anschließend bekleidete er unterschiedliche öffentliche Ämter: Er war zwischen 1963 und 1964 Abgeordneter im Repräsentantenhaus von Alaska und dann von 1966 bis 1969 Secretary of State von Alaska, bevor die Bezeichnung dieses Amtes in Vizegouverneur geändert wurde. Ferner wählte man ihn im Januar 1969 zum Gouverneur von Alaska, um die freie Stelle zu besetzen, die durch den Rücktritt von Walter Hickel entstanden war. Er war auch Mitglied des Lions-Club, der Elks und Moose Lodges sowie der American Legion.